# اندیس آنومالی قصبه
آنومالی قصبه یک اندیس فلزی است که در حوالی شهر جبال بارز استان کرمان قرار دارد و مادهٔ معدنی موجود در آن، طلا است.سنگ میزبان این اندیس گرانیت، گرانودیوریت، کوارتزدیوریت، ماسه‌سنگ، سنگ آهک است در این اندیس، پاراژنزهای شئلیت، گالن، پیریت، باریت، کرومیت، گارنت، سروزیت، لیمونیت، مالاکیت، منییت، مولیبدنیت، پیرومورفیت یافت می‌شوند.